# Strobliella brachycornis
Strobliella brachycornis är en tvåvingeart som beskrevs av Spungis och Jaschhof 2000. Strobliella brachycornis ingår i släktet Strobliella och familjen gallmyggor. Inga underarter finns listade i Catalogue of Life.